# Dólmen de Guadalperal
Dólmen de Guadalperal, também conhecido  como o Tesouro de Guadalperal e como o Stonehenge espanhol por sua semelhança ao cromeleque de Stonehenge, é um monumento megalítico  que data dentre o III e o II milênio a. C. que está situado na localidade cacereña de El Gordo, ainda que o município mais próximo seja Peraleda da Mata, na comarca do Campo Arañuelo no leste de Extremadura, Espanha. Encontra-se abaixo das águas do rio Tajo e somente é visível quando o nível das águas o permite.

## Descrição
Consta de 150 (outras fontes assinalam 140) pedras de granito, ortostatos, postas em disposição vertical que conformam uma câmara ovoide de cinco metros de diâmetro que esteve formada por 13 fragmentos de parede, dos que faltam quatro, precedida por um corredor de acesso de cerca de 21 metros de longo e 1,3 a 1,4 metros de largura. Ao final do corredor, junto à entrada da câmara, encontra-se um menir de uns dois metros de altura que tem esculpidas uma serpente e várias cazoletas, se estima que ditas figuras serviriam como proteção do lugar.
Recentes estudos indicam que a suposta serpente poderia tratar de uma representação do curso do rio Tajo, já que apresenta muitas similitudes num estudo sobre plano de seus meandros. A câmara, do tipo anta, tipo de construção comum no oeste da península Ibéria, está formada por 140 pedras e esteve recoberta por um túmulo de terra e grava. Rodeia-a  outro anel circular que servia para conter o túmulo superior, possivelmente pela inclinação do terreno em que está assentado.
Segundo as últimas investigações, o menir talhado com um gravado alongado e ondulado, com forma similar a uma serpente, estima-se que se pode corresponder com uma representação do rio Tajo a seu passo pela zona.

## História
O monumento foi encontrado em 1926, em decorrência da campanha de investigação e escavações que entre 1925 e 1927 dirigiu o arqueólogo alemão Hugo Obermaier, capelão da casa de Alba, e após sua morte, dirigida pelo casal alemão Georg e Vera Leisner, o encarregado de compilar a documentação dispersa entre  a Universidade de Friburgo e a fazenda dos Alba e realizando uma publicação científica sobre o mesmo. Estima-se que pôde ter sido um templo solar, bem como um enclave de enterros. Os restos romanos encontrados no lugar, uma moeda, fragmentos de cerâmica e uma pedra de moler indicam que nessa época foi removido seguramente para seu saque. Num despejo próximo acharam-se 11 machados, cerâmicas, facas de pedernal e um punzón de cobre. Também se encontrou um assentamento da época da construção que se estima pudesse ser dos construtores do sepulcro. Nele tinha lares, manchas de carvão e cinzas, muita cerâmica, moinhos e pedras para afiar machados entre outros objetos.

## Conservação
Em 1963 com a construção da presa de Valdecañas no rio Tajo, sua cheia inundou o monumento ficando oculto  abaixo das águas, só ficando visível quando estas estão baixas. Na última década, no verão, devido à seca tem sido possível ver o dolmen em várias ocasiões parcialmente.
O fato de estar submerso a maior parte do tempo tem deteriorado o monumento erodindo as pedras e prejudicando os gravados das mesmas. Durante os estudos realizados por Hugo Obermaier fizeram-se  reproduções dos gravados achados que foram publicadas em 1960 pelos arqueólogos alemães Georg e Vera Leisner. A associação Raízes de Peraleda está a solicitar sua recuperação ante a deterioração apreciada.

Em 2019, depois de uma nova seca que permitiu observar os danos no monumento se puseram em marcha ações para sua conservação e declaração como Bem de Interesse Cultural.

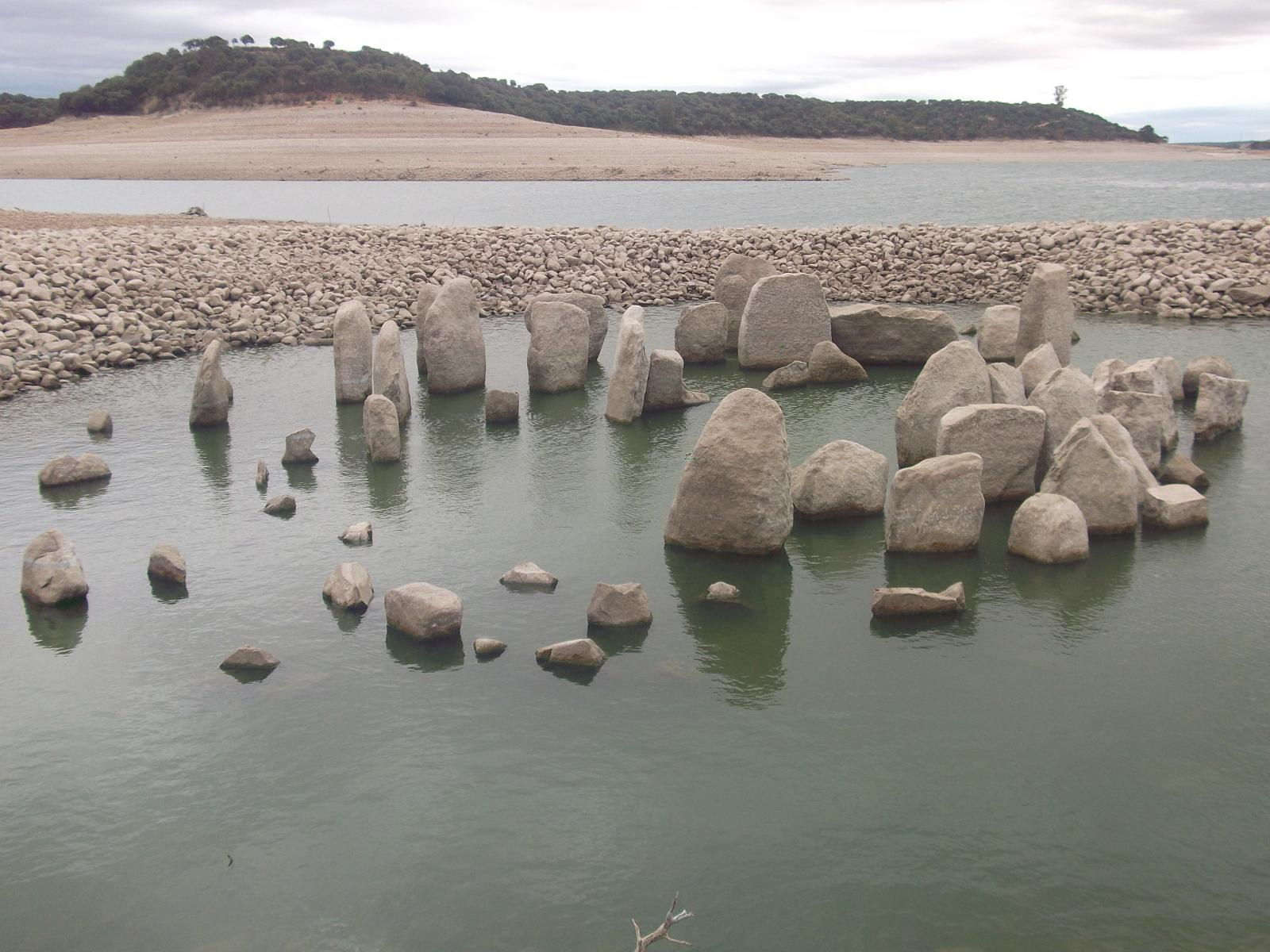
Dolmen de Guadalperal parcialmente visível. Verão 2012.
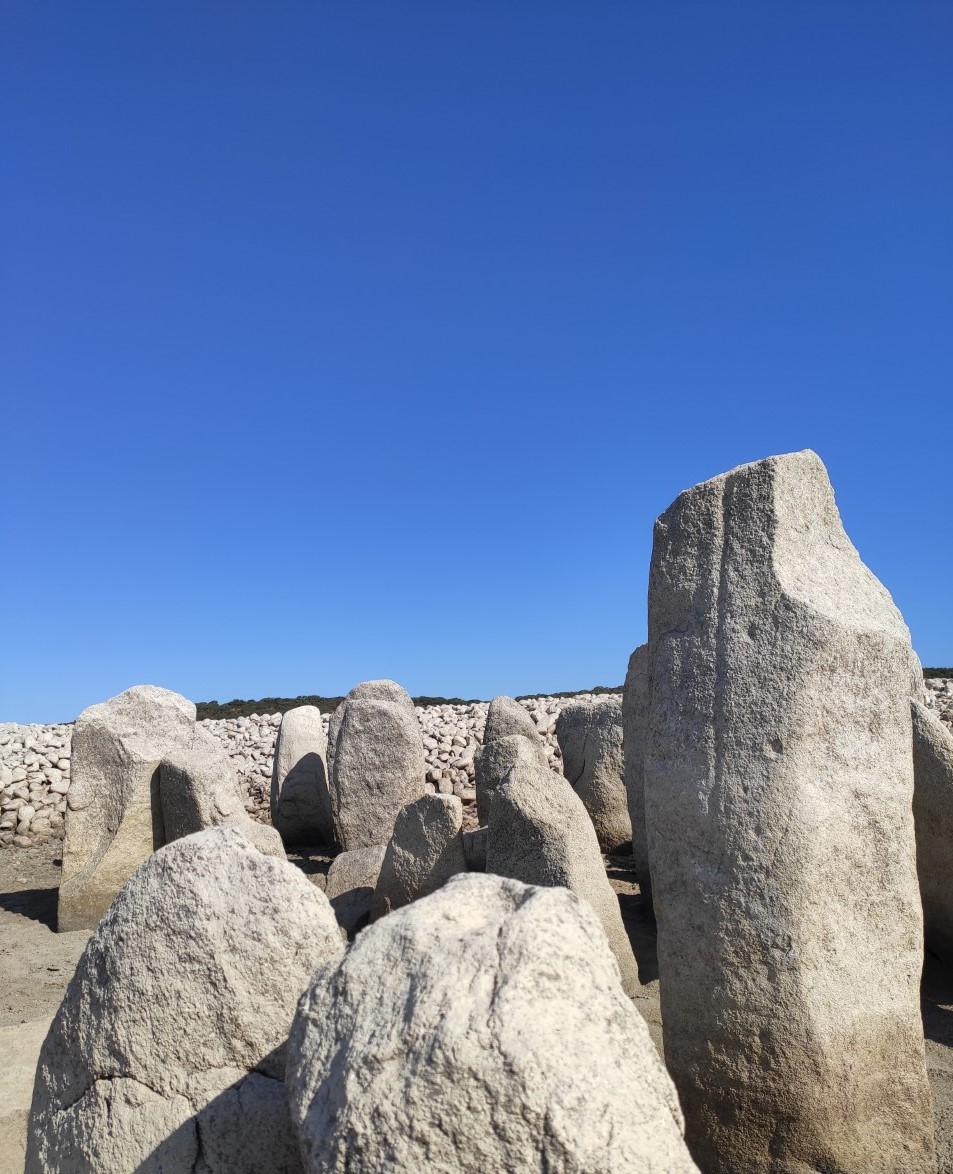
Menhir esculturado Dolmen Guadalperal frontal.
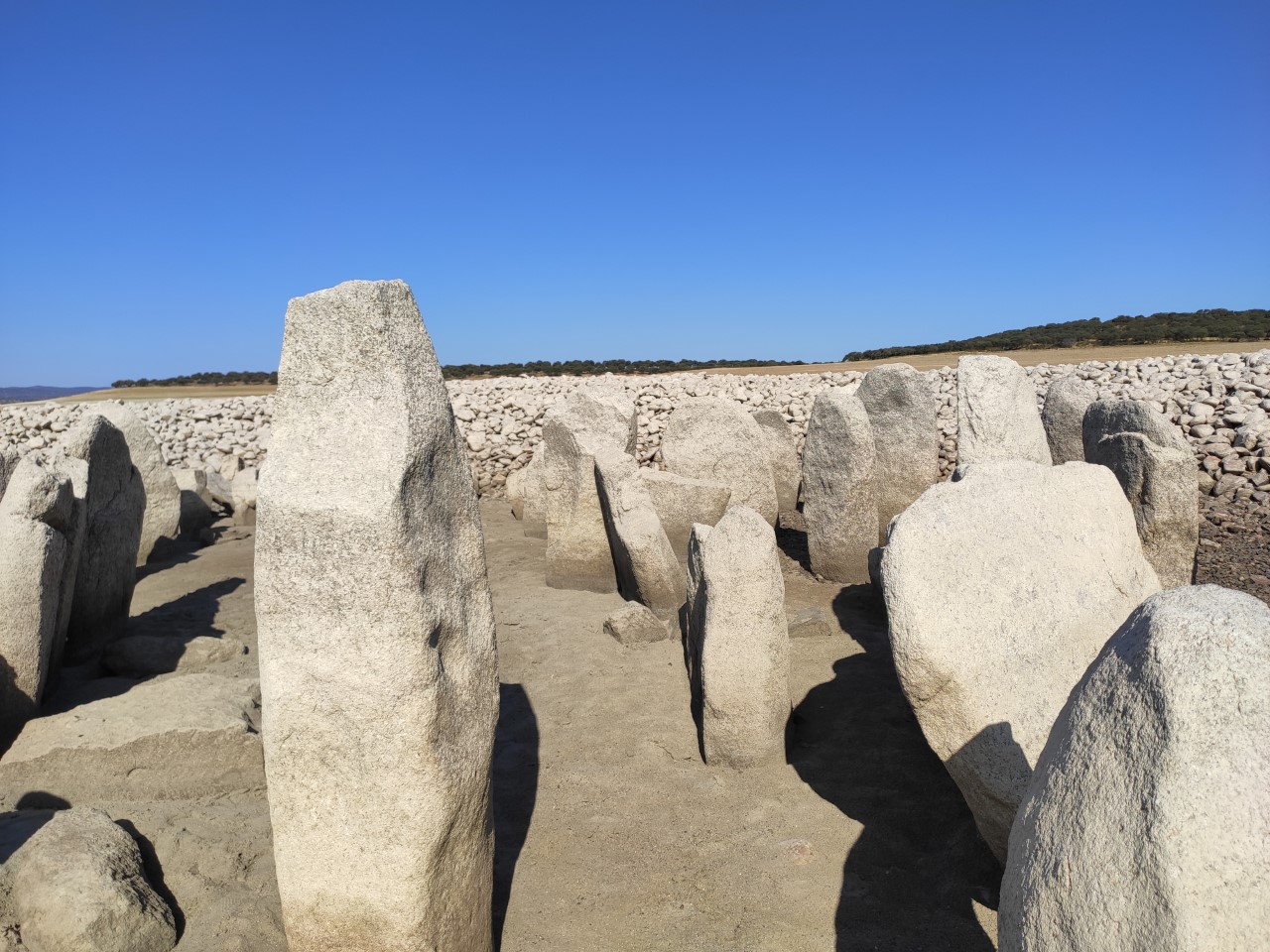
Menhir esculturado Dolmen Guadalperal traçado Rio Tajo.